# Yaşar Nezihe

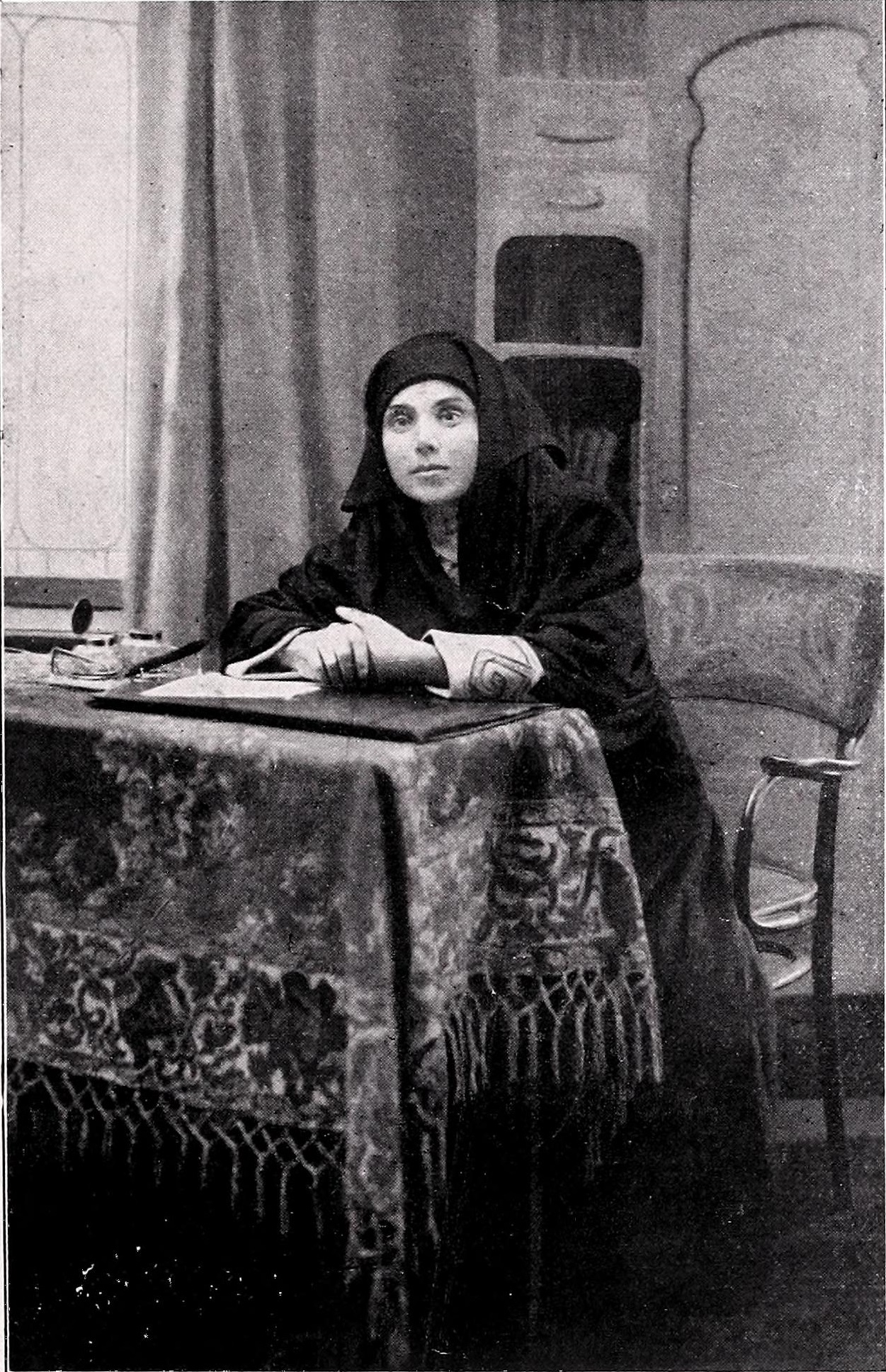
Yaşar Nezihe (1919 oder früher)

Yaşar Nezihe Bükülmez (* 29. Januar 1882 in Silivri, Istanbul; † 5. November 1971 in Istanbul) war eine türkische Lyrikerin. Sie gilt als eine der bekanntesten Dichterinnen des Osmanischen Reichs und schrieb das erste türkischsprachige Gedicht zum Tag der Arbeit am 1. Mai. Ihre Gedichte handeln von Armut, Liebe, Schmerz und sozialer Ungleichheit.
Yaşar Nezihe Werk ist geprägt von ihren Erfahrungen als Frau in einer patriarchalischen Gesellschaft, die von sozialen Verwerfungen geprägt war. Während ihres ganzen Lebens schrieb sie Gedichte über ihre karge und herausfordernde Kindheit sowie über ihr Liebesleben und ihre Ehen. Sie war aber auch als sozialistische Dichterin anerkannt, die in ihren Gedichten der Armut Ausdruck verlieh.
Bekannt wurde sie für ihr Gedicht Gazete Sahiplerine (An die Zeitungsverleger), in dem sie sich an die Besitzer der Zeitungsverlage richtete, um die Arbeiter zu unterstützen, die wegen Meinungsverschiedenheiten zwischen den Verlagsbesitzern und der Druckereiarbeitergewerkschaft streikten.

## Leben
Yaşar Nezihe wurde 1882 in dem Istanbuler Stadtbezirk Silivri als drittes von fünf Kindern des städtischen Angestellten Kadri Efendi und dessen Ehefrau Kaya Eda Hanım geboren. Die Familie lebte in ärmlichen Verhältnissen, Yaşar Nezihe überlebte als einziges Kind der Familie. Im Alter von sechs Jahren verlor sie ihre Mutter. Danach kümmerten sich ihre gelähmte Tante und ihr alkoholkranker Vater um sie.
Nachdem sie viel Zeit auf der Straße verbracht hatte, schrieb sie sich aufgrund der Gleichgültigkeit ihrer Familie selbst in eine Schule ein. Als herauskam, dass sie ohne Erlaubnis die Schule besuchte, wurde sie von der Schule verwiesen. Ihr Vater warf sie wegen ihres eigensinnigen Verhaltens aus dem Haus. In den folgenden Jahren musste sie sich alleine auf der Straße durchschlagen. Mehrfach versuchte sie sich in ihrem Leben selbst zu töten.
Yaşar Nezihe war drei Mal unglücklich verheiratet: In erster Ehe war sie mit dem städtischen Angestellten Atıf Zahir verheiratet, der sie verließ, als die Ehe kinderlos blieb. Dann heiratete sie den Ingenieur Mehmet Fevzi Bey, der sie allerdings  wegen einer anderen Frau verließ und schließlich war sie mit Yusuf Niyazi Bey verheiratet. Ihr Leben war bestimmt von Armut: zwei ihrer drei Söhne aus der zweiten Ehe starben an Unterernährung. Um Geld zu verdienen, schrieb Yaşar Nezihe Briefe für Analphabeten und nähte. Außerdem schlug sie sich mit Gelegenheitsarbeiten auf Märkten oder in der Münzprägeanstalt durch, verkaufte Kräuter und Blüten und bastelte Blumen.
Mit dem 1934 verabschiedeten Nachnamengesetz, das jedem Türken einen Nachnamen vorschrieb, nahm sie den Nachnamen „Bükülmez“ (dt.: Unbeugsam) an.
Yaşar Nezihe starb am 5. November 1971 im Alter von 89 Jahren in ihrer Heimatstadt Istanbul. Bestattet wurde sie auf dem Friedhof Küçükyalı.

## Werk
Als Dichterin schrieb Yaşar Nezihe Bükülmez zwischen 1896 und 1953 viele Gedichte. Ihr erstes Gedicht erschien in der Zeitschrift Malumat. Danach wurden ihre Gedichte in vielen Frauenzeitungen und -zeitschriften veröffentlicht, insbesondere in Kadınlar Dergisi (Frauenjournal), aber auch in Malumat ve Terakki und Nazikter veröffentlichte sie unter den Pseudonymen Mazlume, Mahmure und Mehcure.
Yaşar Nezihe war die erste Dichterin, deren Werke in der kommunistischen Zeitschrift Aydınlık Dergisi veröffentlicht wurden.
Im Mai 1923 erschien ihr Gedicht 1 Mayıs, das Arbeiterunruhen befürwortete. Nach ihrem ersten Buch Bir Deste Menekşe (Ein Bündel Violett) erschien ihr zweites mit dem Titel Feryâdlarım (Meine Wehklagen) im Jahr 1925. Wegen ihrer Beiträge für Aydınlık, ihrer Zugehörigkeit zu Osmanlı Amele Cemiyeti (Osmanische Arbeitervereinigung) und ihrer Unterstützung von Arbeiterunruhen wurde Yaşar Nezihe Bükülmez am 3. Juni 1925 als Kommunistin beschuldigt und verhaftet.
Im Nachlass der türkischen Kulturwissenschaftlerin und Schriftstellerin Taha Toros befinden sich drei Sammlungen ihrer Gedichte. Şiir Defteri (Gedichtbuch) ist ihr letztes unveröffentlichtes Werk, das sie Toros überlassen hat. Besonders bekannt sind ihre Werke Hazân Unvanlı Manzûme, Kardeş Yüreği, Efsûs, Leyâl-i Pür-Azâb.